# أولاد احساين (اهل اسول)
أولاد احساين هو دُوَّار يقع بجماعة بوهودة، إقليم تاونات، جهة فاس مكناس في المملكة المغربية. ينتمي الدوّار لمشيخة اهل اسول التي تضم 5 دواوير. يقدر عدد سكانه بـ 1045 نسمة حسب الإحصاء الرسمي للسكان والسكنى لسنة 2004.

## روابط خارجية
- البوابة الوطنية للجماعات الترابية
- المندوبية السامية للتخطيط